# Monumento natural Pico Platillón
El Monumento natural Pico Platillón o Cerro Platillón es una formación de montaña ubicada en el extremo norte del estado Guárico, Venezuela. A una altura oficial de 1.930 m s. n. m., el Pico Platillón es la montaña más alta en Guárico. Es protegido como monumento natural por decreto publicado en Gaceta Oficial de Venezuela, No. 33.664 de 20 de febrero de 1987.

## Ubicación
El Pico Platillón está ubicado en el corazón de una fila montañosa del Monumento Natural Juan Germán Roscio, al oeste de San Juan de los Morros y sur del Lago de Valencia. Hacia el sur se continúa con el Topo La Cruz y la fila La Glorieta. Más hacia el este en dirección a la ciudad de San Juan se ubican otras filas montañosas, incluido el Topo Paraparo.

## Geología
El Pico Platillón se asienta sobre una peculiar formación geológica conformada por icnofósiles que evidencian que sus estratos contienen rocas del Paleoceno. Estas son de tipo calcáreos y argiláceos, con predominancia de depósitos flysch, que son facies rocosas sedimentarias compuestas por una alternancia rítmica de capas de rocas duras como la caliza intercaladas con otras más blandas como las arcillas.

## Ascenso
El Pico Platillón es una de las montañas más escaladas de Guárico debido a su accesibilidad y rápido ascenso. Por lo general se sube durante la estación seca: de octubre a marzo. El acceso principal es al sur de San Juan de los Morros a través de la población «La Guamita». La ruta normal es a través del pico sur. Son aproximadamente 13 km de camino hasta la cumbre, la cual es fácil de mantener en la mira por la presencia de antenas microondas en su pico.